# SLC-17
SLC-17 (англ. Space Launch Complex 17, буквально Космический стартовый комплекс-17) — стартовый комплекс, расположенный на базе ВВС США на мысе Канаверал. Был построен в 1956 году для запуска PGM-17 Thor — первой баллистической ракеты среднего радиуса действия, принятой на вооружение в США в 1958 году. Включает в себя две пусковые площадки (ELV) — LC-17A и LC-17B.
В период с 1958 по 2011 год использовался для запуска ракет «Тор», РН «Дельта», а в последнее время для запуска ракет «Дельта-2».
12 июля 2018 года были снесены путем взрыва две башни пусковых установок.

## Характеристики
Комплекс обеспечивает запуск ракет с азимутом в диапазоне от 65° до 100°. Обычно используется азимут 95°. Для запуска тяжёлой модификации ракеты серии 7900H может использоваться только стартовая площадка LC-17B. В 1997 году её переоборудовали для поддержки запусков ракеты-носителя «Дельта-3».

## Использование
Первый запуск ракеты Тор состоялся 25 января 1957 года с Pad 17B, а 3 августа 1957 состоялся запуск с площадки Pad 17A. Всего, в период с 1960 по конец 1965 года с SLC-17 были запущены 35 ракет «Дельта» ранних модификаций.